# Dance Academy
Dance Academy (en español: Academia de Baile) es una serie de televisión australiana, producida por ABC (Australian Broadcasting Corporation) y por ZDF que se transmitió del 31 de mayo de 2010 hasta el 30 de septiembre de 2013 en el canal ABC1. La historia se centra en la vida de los protagonistas, quienes son muy jóvenes, dentro de una academia de ballet y la manera en la que afrontan diversos problemas como la competitividad, madurez, amistad y problemas amorosos.
Dance Academy fue creada por Samantha Strauss y Joanna Werner y contó con la participación de actores invitados como Barry Otto, Susie Porter, Kip Gamblin, Henry Nixon, Ryan Johnson, Cariba Heine, Burgess Abernethy, Melanie Vallejo, Socratis Otto, Victoria Hill, Deborah Kennedy, Jeremy Lindsay Taylor, Luke Bracey, Vanessa Gray, entre otros.
El 6 de abril de 2017 se estrenó en Australia una película como continuación de la serie: Dance Academy: The Comeback. En esta adaptación, Tara se recupera de una lesión y busca construir una carrera en Estados Unidos, donde encuentra el rechazo profesional y el amor.

## Historia
Los acontecimientos de la serie se narran principalmente desde la perspectiva de Tara Webster, una nueva estudiante en la Academia Nacional de Danza, junto con sus compañeros Katrina Karamakov, Ethan Karamakov, Samuel Lieberman, Abigail Armstrong y Christian Reed.
Durante la segunda temporada, Tara regresa a la Academia para empezar su segundo año con la esperanza de representar a Australia en el concurso de ballet internacional "Prix de Fonteyn". A la academia se le incorporan los bailarines Grace Whitney, Oliver Ollie Lloyd y Ben Tickle.

## Personajes

### Personajes principales
| Actor                | Personaje          | Ocupación                                   | Episodios | Duración    |
| -------------------- | ------------------ | ------------------------------------------- | --------- | ----------- |
| Xenia Goodwin        | Tara Webster       | Bailarina (3.er. año)                       | 65        | 2010 - 2013 |
| Alicia Banit         | Katrina Karamakov  | Bailarina (2.º año)                         | 65        | 2010 - 2013 |
| Dena Kaplan          | Abigail Armstrong  | Bailarina (3.er. año)                       | 65        | 2010 - 2013 |
| Jordan Rodrigues     | Christian Reed     | Bailarín (3.er. año)                        | 65        | 2010 - 2013 |
| Thomas Lacey         | Ben Tickle         | Bailarín (3.er. año)                        | 39        | 2012 - 2013 |
| Isabel "Issi" Durant | Grace Whitney      | Bailarina (3.er. año)                       | 39        | 2012 - 2013 |
| Tara Morice          | Miss Lucinda Raine | Maestra de ballet/ directora de la academia | 64        | 2010 - 2013 |
| Kip Gamblin          | Zach               | Maestro de danza                            | 36        | 2011 - 2013 |
| Keiynan Lonsdale     | Ollie Lloyd        | Bailarín (3.er. año)                        | 25        | 2012 - 2013 |

### Antiguos personajes principales
| Actor      | Personaje                       | Ocupación             | Episodios | Duración    |
| ---------- | ------------------------------- | --------------------- | --------- | ----------- |
| Tim Pocock | Ethan Karamakov                 | Bailarín y coreógrafo | 65        | 2010 - 2012 |
| Tom Green  | Samuel Isadore "Sammy" Liberman | Bailarín (2.º año)    | 52        | 2010 - 2012 |

### Personajes recurrentes
| Actor                | Personaje           | Empleo                                      | Episodios | Duración          |
| -------------------- | ------------------- | ------------------------------------------- | --------- | ----------------- |
| Brooke Harman        | Saskia Duncan       | Maestra de danza y bailarina de la compañía | 16        | 2012 - 2013       |
| Steven Vidler        | Neil Webster        | Padre de Tara                               | 8         | 2010, 2012 - 2013 |
| Alyssa McClelland    | Rebecca Braithwaite | -                                           | 7         | 2013              |
| Andrew Lees          | Wes Cooper          | -                                           | 6         | 2013              |
| Tony Cogin           | David Lieberman     | Doctor                                      | 6         | 2010, 2012 - 2013 |
| Sean Keenan          | Jamie               | Asistente                                   | 5         | 2013              |
| David Woodley        | Marcus Kane         | -                                           | 4         | 2013              |
| Richard Brancatisano | Rhys O'leary'       | Protagonista de la película junto a Kat     | 4         | 2013              |

### Antiguos personajes recurrentes
| Actor                 | Personaje                | Ocupación                 | Episodios | Duración    |
| --------------------- | ------------------------ | ------------------------- | --------- | ----------- |
| Matt Lee              | Sean                     | Estudiante de la academia | 24        | 2010        |
| Josef Brown           | Patrick                  | Profesor de la academia   | 13        | 2010        |
| Peter O'Brien         | Sebastian Karamakov      | Profesor de ballet        | 9         | 2010 - 2012 |
| Stephen Multari       | Tim                      | Estudiante de la Academia | 9         | 2010        |
| Victoria Hill         | Natasha Willis-Karamakov | Bailarina de la compañía  | 6         | 2010, 2012  |
| Maria-Victoria Dragus | Petra Hoffman            | Estudiante de intercambio | 4         | 2010        |
| Sacha Horler          | Anthea Armstrong         | Madre de Abigail          | 3         | 2012        |
| Jessica Tovey         | Jess                     | Bailarina                 | 3         | 2012        |
| Mark Duncan           | Raf Reed                 | Padre de Christian        | 2         | 2012        |
| Jolene Anderson       | April                    | Maestra de baile          | 2         | 2012        |
| Rachael Coopes        | Miss Fawsie              | Maestra                   | 2         | 2012        |
| Isabelle Cornish      | Elke                     | Bailarina                 | 2         | 2012        |
| Gabrielle Scollay     | Lexie                    | Bailarina                 | 2         | 2012        |

## Episodios
| Temporada | Temporada | Episodios | Emisión original    | Emisión original         |
| Temporada | Temporada | Episodios | Inicio              | Final                    |
| --------- | --------- | --------- | ------------------- | ------------------------ |
|           | 1         | 26        | 31 de mayo de 2010  | 5 de julio de 2010       |
|           | 2         | 26        | 12 de marzo de 2012 | 24 de abril de 2012      |
|           | 3         | 13        | 8 de julio de 2013  | 30 de septiembre de 2013 |

## Premios y nominaciones
| Año  | Categoría                                                                    | Premio                            | Nominado (a)                  | Resultado |
| ---- | ---------------------------------------------------------------------------- | --------------------------------- | ----------------------------- | --------- |
| 2014 | TV Children’s (episodio "A Perfect Storm")                                   | Australian Director's Guild Award | Daniel Nettheim               | Ganó      |
| 2014 | Most Outstanding Children's Program                                          | Logie Award                       | Dance Academy                 | Nominado  |
| 2014 | Best Children's Television Series                                            | AACTA Award                       | Joanna Werner                 | Nominada  |
| 2013 | Children's Television: C Classification (episodio "A Perfect Storm")         | AWGIE Award                       | Samantha Strauss              | Ganó      |
| 2013 | Children's Television: C Classification (episodio "New Rules")               | AWGIE Award                       | Josh Mapleston                | Nominado  |
| 2013 | Children's Television: C Classification (episodio "Not For Nothing")         | AWGIE Award                       | Samantha Strauss              | Nominada  |
| 2013 | Best Direction in a Children's TV Program                                    | Esben Storm Award                 | Daniel Nettheim               | Ganó      |
| 2013 | Most Outstanding Children’s Program                                          | Logie Award                       | Dance Academy                 | Ganó      |
| 2013 | Best Children’s Television Series                                            | AACTA Award                       | Joanna Werner                 | Nominada  |
| 2012 | Children's Television: C Classification (episodio "A Good Life")             | AWGIE Award                       | Roger Monk y Samantha Strauss | Nominados |
| 2012 | Children's Television: C Classification (episodio "The Prix de Fonteyn")     | AWGIE Award                       | Samantha Strauss              | Nominada  |
| 2012 | Children's Television: C Classification (episodio "The Second")              | AWGIE Award                       | Samantha Strauss              | Ganó      |
| 2011 | Most Outstanding Children's Program                                          | Logie Award                       | Dance Academy                 | Ganó      |
| 2010 | Children's Television: C Classification (episodio "Growing Pains")           | AWGIE Award                       | Sarah Lambert                 | Nominada  |
| 2010 | Children's Television: C Classification (episodio "Turning Pointes")         | AWGIE Award                       | Greg Waters                   | Nominado  |
| 2010 | Best Direction in a Television Children’s Program (episodio "Behind Barres") | Directors Guild Award             | Jeffrey Walker                | Ganó      |

## Tema principal
El tema de la serie es "My Chance" de The White Rhinos.

## Producción y transmisión
Originalmente se había anunciado que la serie se estrenaría a mediados del 2010 por medio de la cadena ABC3, sin embargo la serie se estrenó el 31 de mayo de 2010 por la ABC1 y, posteriormente, el 6 de junio del mismo año por la ABC3. En Alemania se estrenó el 26 de septiembre del mismo año por ZDF.
Dance Academy fue creada por Werner Film Productions en asociación con Australian Broadcasting Corporation y ZDF. La segunda temporada se estrenó el 12 de marzo de 2012.
En Latinoamérica y el Caribe se estrenó el 21 de marzo de 2010 a las 21:00 por el canal Boomerang.
En México se estrenó el 4 de agosto de 2012 a las 23:30 por XHSTC-TV en el Canal 25 de Televisa Saltillo (Televisa Regional), y que a Partir del 18 de marzo de 2013 a las 18:30 por Canal 2 de Televisa Saltillo (Televisa Regional).
En España se estrenó el 8 de agosto de 2011 a las 20:30 por Disney Channel España censurando los capítulos por la hora que era, más tarde la pasaron a las 23:00 dando la versión de los capítulos sin censurar solo emitieron la 1.ª Temporada.